# Schiacciata alla fiorentina
La schiacciata alla fiorentina est une pâtisserie typique du carnaval florentin qui n'a rien à voir avec la traditionnelle schiacciata salée,.

## Description
Ce gâteau est traditionnellement fabriqué pendant la période du carnaval. Il ne doit pas dépasser 3 cm de hauteur après cuisson et doit rester moelleux. Il est généralement cuit dans une plaque semblable à celle utilisée pour la pizza.
Ces dernières années, des versions fourrées de différentes crèmes sont apparues qui doivent être considérées comme résolument incorrectes par rapport à l'originale dont la caractéristique est précisément la simplicité d'un gâteau familial, saupoudrée de sucre glace et (éventuellement) de cacao en poudre.